# Александър Томаш
Александър Томаш е български футболист, защитник. Роден е на 2 септември 1978 г. във Велико Търново. Юноша е на ЦСКА София.

## Кариера
Юноша на ЦСКА, играе като защитник. В школата на армейците е от 1994 г. Дебютира за армейците на 7 май 1996 г. при загубата с 1:0 от „Етър“.  Даван е под наем на няколко пъти в Хасково през есента на 1995 г., „Марица“ (Пловдив) през пролетта на 1996 г., „Етър“ през есента на 1997 г. За армейците играе от 1995 г. до 2004 г., като записва над 100 мача с червената фланелка. Отбелязва дебютното си попадение на 20 ноември 1999 г. при класическата победа с 3:0 над „Олимпик-Берое“ (Стара Загора). Два пъти става шампион с ЦСКА през 1996/97 и 2002/03. Печели два пъти и купата на България - 1996/97 и 1998/99. В началото на 2004 г. е привлечен в гръцкия ОФИ Крит. От юли 2005 г. до юли 2006 г. играе за украинския „Металург“ (Запорожие), но записва едва 3 мача, след което се връща в България с екипа на „Черно море“, където прекарва два сезона - 2006/07 и 2007/08. От лятото на 2008 г. е играч на „Баку“, печелейки титлата през сезон 2008/09, след което преминава в „Славия“ през март 2010 г. През сезон 2010/11 Александър Томаш играе в „Берое“, а през сезон 2011/12 триумфира в Б група като играч на „Етър 1924“. Приключва кариерата си в „Оборище“ (Панагюрище) от февруари до юни 2013 г.
Има 7 мача за националния отбор по футбол.
След приключване на състезателната си кариера става помощник-треньор в „Берое“ от юли 2012 г. до 30 юни 2013 г., впоследствие води „Банско“ от 1 юли 2013 г. до 5 декември 2015 г. и „Локомотив“ (Горна Оряховица) от 24 март до 5 юни 2016 г. През сезон 2016/17 е старши треньор на „Верея“ (Стара Загора), а от 8 юни 2017 г. е старши треньор на „Берое“. Напуска старозагорци на 22 октомври 2019 г. На 19 ноември 2020 г. поема „Етър“ (Велико Търново). Напуска тима на 16 юни 2021 г. На 11 април 2022 г. е назначен за старши треньор на „Локомотив“ (Пловдив), за да напусне на 23 май 2024 г. На 10 юни 2024 г. става старши треньор на „Спартак“ (Варна). На 28 август 2024 г. се завръща в ЦСКА като старши треньор на тима. Освободен на 31 май 2025 веднага след последния мач за сезона.

## Постижения
- Шампион на Азербайджан с „Баку“ (2008/09),
- Шампион на България с ЦСКА (1996/97; 2002/03),
- Носител на Купата на България с ЦСКА (1998/99)
- Шампион на Б група с „Етър“ (2011/12)
- Носител на купата на България с „Берое“ (2012/13)